# Papi Robles Galindo
Papi Robles Galindo   (Múrcia, 7 de desembre de 1982) és una política valenciana, actualment regidora de l'Ajuntament de València des de 2023 per Compromís.
Enginyera forestal de formació per la Universitat Politècnica de València, Papi Robles ha estat sempre vinculada al món de l'escoltisme i la gestió d'organitzacions juvenils i d'educació no formal. Va ser presidenta de la Federació d'Escoltisme Valencià (2007-2010) i de Scouts d'Alacant (2007-2010), així com monitora a diferents agrupaments escoltes. També ha estat presidenta del Consell Valencià de la Joventut (2012-2013).
Políticament milita al Més - Compromís a la ciutat de València, on és la secretària comarcal i portaveu de Compromís per València. Robles va accedir a les Corts Valencianes per la circumscripció de València a les eleccions de 2019 i va ser triada com a Síndica-portaveu del Grup Parlamentari el gener de 2022 després que Fran Ferri abandonara el seu escó.
Per a les eleccions de 2023 Papi Robles va ser candidata com a número 2 de Joan Ribó a l'Ajuntament de València siguent triada regidora. Compromís no va revalidar l'alcaldia que va recaure amb la candidata del Partit Popular Maria José Català.